# Cihlobeton
Cihlobeton je moderní ekologický stavební materiál tvořený cihelným střepem pojeným cementem. Stavba se provádí odlitím do bednění přímo na stavbě. To umožňuje velkou rozmanitost architektonických řešení, protože je možné cihlobeton vyztužovat ocelovou výztuží. Fyzikální vlastnosti cihlobetonu odpovídají vlastnosten zdiva z plných cihel, avšak stěna je více homogenní a neprůvzdušná, což je výhodné pro stavby v energeticky pasivním standardu. Cihlobeton má také velice dobré tepelněakumulační vlastnosti. Velká plošná hmotnost zdí a dobrá pohltivost zvuku způsobuje vysoký útlum hluku jak z vnějšku domu tak hluku způsobovaného obyvateli uvnitř.